# Phylacium
Genre
Phylacium est un genre de plantes à fleurs dicotylédones de la famille des Fabaceae, sous-famille des  Faboideae, originaire d'Asie et d'Australasie, qui comprend deux espèces acceptées.

## Liste d'espèces
Selon The Plant List (25 novembre 2018) :
- Phylacium bracteosum Benn.
- Phylacium majus Collett & Hemsl.